# 洛根鎮區 (密蘇里州雷諾茲縣)
洛根鎮區（英語：Logan Township）是位於美國密蘇里州雷諾茲縣的一個行政鎮區。

## 地方資料
洛根鎮區的面積為546.85平方千米，當中陸地面積為546.69平方千米，而水域面積為0.16平方千米。根據2020年美國人口普查的數據，當地共有人口2539人，而人口密度為每平方千米4.64人。